# 李光霽
李光霽（？—？），順天府東安縣人，民籍，明朝政治人物。

## 生平
正德五年（1510年）庚午科順天鄉試舉人，九年（1514年）甲戌科三甲第一百四名進士。授大理寺評事，升大理寺副。

## 家族
曾祖李東，行人司副，贈太僕寺少卿。祖父李侃，都察院右僉都御史。父李德恢，浙江布政使司右參政，贈中大夫。母延氏，封恭人，贈淑人。永感下。兄李暐、李欽昊、李光需。